# Hrtkovci
Hrtkovci (mađarski: Herkóca) naselje su u Srijemu, Srbija.

## Zemljopis
Nalaze se na 44° 52' 44" sjeverne zemljopisne širine i 19° 46' 14" istočne zemljopisne dužine, u središnjem južnom dijelu srbijanskog dijela Srijema, nekoliko kilometara istočno od rijeke Save, kod dijela gdje od svog toka prema istoku skreće prema jugu.

## Upravna podjela
Upravno pripadaju općini Rumi u Srijemskom okrugu u autonomnoj pokrajini Vojvodini.

## Povijest

### Prapovijest
Područje Hrtkovaca bilo je naseljeno još u prapovijesti. O tome svjedoči prethistorijsko nalazište Gomolova nedaleko od Hrtkovaca na lijevoj obali Save. Kao arheološko nalazište spominje se već od 1898. godine.

### 18. stoljeće
Iz 18. stoljeća datira današnji oblik naziva Hrtkovaca. U povijesnim izvorima njemačke i mađarske provenijencije javlja se u sličnim inačicama: 1742. Herkovze, Herkovzi, Herczekovcze, 1745. Herkovcze, 1762. Herkofze, 1780-82. Hertkovcze, 1803. Horkovcze, 1805./1807. Hertkovcze, 1829. Herkovcze, Hertkovcze, 1865./1868 Hertkovce.
Nakon razdoblja opetovanih zahtjeva Hrvatskog sabora da se Srijem preda jurisdikciji Sabora i podloži banu, carica Marija Terezija obnovila je županijsko uređenje 1745. godine i Ruma kojoj su poslije pripali Hrtkovci našla se u sastavu obnovljene Srijemske županije, koja je postala dijelom Kraljevine Hrvatske, Slavonije i Dalmacije, dok su Hrtkovci ostali u sastavu Vojne krajine. 
Hrtkovci su koncem 18. stoljeća bili školsko, obrtno i poljodjelsko središte južnog Srijema. Godine 1773. otvorena je državna graničarska škola u Hrtkovcima. Godine 1785. car Josip II. ukinuo je županije uveo okružja. Hrtkovci i cijeli Srijemske županije potpali su pod pečuško okružje. Poslije smrti Josipa II. 1790. županije su obnovljene prema njihovom ustroju iz sredine 18. stoljeća.

### 19. stoljeće
Nakon Austro-ugarske (1867.) i Hrvatsko-ugarske nagodbe (1868.) Srijemska županija je ostala u Hrvatsko-slavonskom kraljevstvu. Po ukidanju Vojne krajine 1881., preostali dijelovi Srijema, a s njima i Hrtkovci, upravno su dodijeljeni Kraljevini Hrvatskoj, Slavoniji i Dalmaciji.
U drugoj polovici 19. stoljeća Klimenti su i dalje činili značajan udio stankovnika Hrtkovaca i davali selu prepoznatljivu značajku. Njihova koncentracija je bila najveća u dijelu sela, koji je bio poznat pod imenom „Cakića šora”. Dobar poznavalac srijemskih prilika, Krunoslav Tkalac zabilježio je o tome: „U drugoj polovini 19. st. u ulici tzv. Cakića šor, gdje su Klimenti najviše stanovali, osjećali ste se s obzirom na jezik kao u pravom arnautluku”.

### Pred Prvi svjetski rat
Dobrovoljno vatrogasno društvo osnovano je 1901. godine. Godine 1902. godine sami Hrtkovčani su izgradili cestu do Platičeva (8 km), spojivši se tako na željezničku prugu Ruma – Klenak (puštenu u promet prije dvije godine). Godine 1904. selo je dobilo svoje pogrebno društvo. U Srijemu je u vremenu neposredno prije Prvoga svjetskog rata i između dvaju svjetskih ratova, među ostalim i zbog djelovanja Hrvatske seljačke stranke oslobodio se snažan duh hrvatstva. 1910. godine osnovana je Hrvatska čitaonica koja je imala i svoju kazališnu grupu, te parni mlin, jedan od prvih u Srijemu. Od 1912. u selu je ljekarna, ambulanta i stalni liječnik.

### Međuraće
Godine 1922. osnovano je Društvo gospodarske čitaonice, čija pravila se čuvaju u Hrvatskom državnom arhivu u Zagrebu. Godine 1925. godine osnovan je ogranak Hrvatskog radiše, 1926. godine Hrvatsko sportno društvo Šubić koje je imalo u svom sklopu nogometni klub istog imena (osnovan iste godine).
U Hrtkovce je u međuraću došao za župnika glasoviti franjevac iz Dubrovnika, publicist i zastupnik Kalikst Tadin (1877. – 1935.), koji je ondje i umro.
Godine 1930. u Hrtkovcima je osnovano Hrvatsko prosvjetno društvo Tomislav s muškim pjevačkim zborom.
Godine 1935. godine osnovan je Crveni križ, a 1938. godine Ženski crkveni pjevački zbor. Tad je otvoreno i kino. U tom razdoblju nositelj amaterskog kazališnog života u mjestu je Stjepan Dorn, ljekarnik po zanimanju koji je u Hrtkovcima imao ljekarnu, a koji je bio suosnivač kazališne skupine, voditelj, redatelj i scenograf. 
U to je vrijeme planirana i gradnja Hrvatskog doma u Hrtkovcima.  Tu novu vrstu društvenih objekata u hrvatskim krajevima uveo je poznati hrvatski arhitekt Aleksandar Freudenreich i dano im je ime Hrvatski dom. Sporazumom Cvetković-Maček stvorena je Banovina Hrvatska koja je obuhvatila i dio Srijema, no Hrtkovci su ostali izvan Banovine.

### Drugi svjetski rat
1941. godine Hrtkovci su se našli u NDH, gdje su bili dio kotara Rume u Velikoj župi Vuki. 12. travnja 1941. u Hrtkovce su ušli dijelovi 8. tenkovske divizije Trećeg Reicha. Za predsjednika općine u Hrtkovcima postavljn je su Pavlika Kupek. Par tjedana poslije u selo su stigle ustaše iz sastava Ustaške bojne iz Mitrovice. Na čelo Općinskog poglavarstva postavili su Antuna Gračana. Ustaše su činile premetačine po selu oduzimavši svu opremu bivše jugoslavenske vojske, sve vrste oružja, uključujući lovačko. Njemačka se vojska stacionirala u logoru formiranom kraj Vranje, a viši časnici su smješteni po većim i boljim kućama u selu. Uskoro su mobilizirani mjesni momci i poslani na ratišta u Bosni. Tek nekoliko je ljudi iz Hrtkovaca otišlo u ustaše. Četnicima se pridružilo tek par osoba. U partizane je otišlo 77 momaka, dok su u domobranima bili svi oni koje je NDH mobilizirala.
Za vrijeme NDH ime Hrvatskih domova promijenjeno je u Prosvjetno ognjište, a za vrijeme nove Jugoslavije u Dom kulture. Dorn je stupio u kontakt s Freudenreichom, a on je kao zaljubljenik u kazalište 1942. godine rado prihvatio te napravio projekt Hrvatskog doma. Tijek rata nije dopustio neometano financiranje i gradnju.

### FNRJ i SFRJ
Nažalost, Hrtkovci su neopravdano bili proglašeni jednim od najustaškijih sela u Srijemu, te im je poslije rata bilo uskraćeno financiranje, a samodoprinosom nisu mogli pribaviti dovoljno. Entuzijasti iz mjesne Hrvatske čitaonice u Hrtkovcima, posebice oni iz kazališne grupe, iskoristili su dio sakupljenih sredstava za Hrvatski dom te od njih sagradili arteški bunar u Hrtkovcima. Česma je napravljena tik uz samu cestu Ruma - Šabac, koja prolazi kroz ulice Hrtkovaca. Konfiscirani objekt kina obitelji Harak imenovan je za Dom kulture. U Titovoj Jugoslaviji Hrtkovci su ušli u sastav AP Vojvodine, dio NR Srbije.

### Protjerivanje Hrvata
6. svibnja 1992. godine selo posjećuje Vojislav Šešelj gdje drži govor u kojemu poziva na protjerivanje Hrvata iz Hrtkovaca nakon čega u selu počinje teror nad nesrpskim stanovništvom koje je prisiljeno na iseljavanje, te iz sela odlazi oko 700 stanovnika. Veći dio seljana razmjenom domova se odselio u slavonsko selo Kula u Požeško-slavonskoj županiji odakle se u Hrtkovce doselilo srpsko stanovništvo. Upravo je zbog ovoga čina Vojislav Šešelj osuđen za zločin protiv čovječnosti na deset godina zatvora.
Između 1992. i 1995. mjesto je nosilo ime Srbislavci.

## Stanovništvo
Prema popisu stanovništva 1910. godine Hrtkovci su imali 2.518 stanovnika od toga kao materinji jezik hrvatski je govorilo 1.144 stanovnika, 644 njemački, 619 mađarski, 70 srpski, 20 slovački, 1 hebrejski i 20 ostali, rimokatolika je bilo 2.381 a pravoslavaca 71.
1970-ih godina u Hrtkovcima živjelo je 3.000 stanovnika, od kojih su 1.500 bili Hrvati, 700 Mađari, 700 Srbi i 180 izjašnjeni kao Jugoslaveni, a postojala je i mala zajednica Slovaka.
Prije srpske agresije na Hrvatsku, u Hrtkovcima je živjelo 40,24% Hrvata.
I nakon 17 godina od tog zločina, mjesni se Hrvati nisu vratili u svoje selo.
Iako u selu (broj stanovnika 2009.) ima 6.000 stanovnika, dvostruko u odnosu na 1970-te, posljedica nasilja kojeg su sprovodili velikosrpski šovinisti je da danas u Hrtkovcima ima samo 600 katolika, a to su uglavnom Mađari.
Vojvođanski klub jedna je od rijetkih nevladinih organizacija koja svake godine uporno podsjeća na protjerivanje katolika iz Vojvodine. Za brojna ubojstva širom Vojvodine, u Šidu, Kukujevcima, Moroviću i drugdje, do danas još nitko nije odgovarao, iako je Fond za humanitarno pravo i 1993. i 1994. godine iznio dovoljno podataka koji su ukazivali da su počinitelji bili ne samo među raznim skupinama izbjeglica koje su do dolaska u Srbiju bile organizirane u razne dobrovoljačke skupine ili u vojsku 'Republike Srpske Krajine', već da je među počiniteljima bilo i policajaca.
| broj stanovnika | 2800  | 3195  | 3265  | 3102  | 2855  | 2684  | 3428  |
|                 | 1948. | 1953. | 1961. | 1971. | 1981. | 1991. | 2001. |

## Poznate osobe
- Miroslav Slavko Mađer, hrv. književnik
- Martin Dedović, visoki hrv. vojni časnik (feldmaršal) opkopara[16]
- Antun Dorn, hrv. arheolog, povjesničar umjetnosti i povjesničar zdravstva
- Vjekoslav Dorn, hrv. oftalmolog, specijalist pedijatrijske oftalmologije i strabologije
- Nikola Dogan, hrvatski teolog, katolički svećenik, visoki crkveni dužnosnik

## Knjige o Hrtkovcima
- Dević, Antun. 2010. Župe Hrtkovci i Nikinci. Vlastita naklada. Jarmina.
- Heller, Georg; Nehring, Karl. 1973. Comitatus Sirmiensis. Finnisch-Ugrisches Seminar der Universität München. München.
- Sekulić, Ante. 1997. Hrvatski srijemski mjestopisi. Školska knjiga. Zagreb.
- Pleše, Slavica. 2000. Pravila društava: 1845.-1845.: tematski vodič. Hrvatski državni arhiv. Zagreb.
- Težak-Gregl, Tihomil. 1984. Neolitička i eneolitička antropomorfna plastika iz fundusa Arheološkog muzeja u Zagrebu. Vjesnik Arheološkog muzeja u Zagrebu. 3/XVI-XVII: 15–48
- Tkalac, Krunoslav. 1971. Klimenti (Albanci u Hrtkovcima i Nikincima). Hrvatska književna revija. 2: 17–27